# Englands cricketlandshold
Englands cricketlandshold repræsenterer England og Wales i international cricket. Siden 1. januar 1997 er det blevet styret af England and Wales Cricket Board (ECB).
England har spillet 969 Test kampe, vundet 346 og tabt 282 (med 341 uafgjorte kampe). Holdet har vundet The Ashes 32 gange, lige så mange gange som deres rivaler (Australien). England har spillet 661 ODI kampe, vundet 319 og tabt 313.. Desuden har de spillet 79 T20I kampe, vundet 38 og tabt 36. England vandt verdensmesterskabet i Twenty20 International cricket (ICC World Twenty20) i 2010.